# Landeskrankenhaus (Rheinland-Pfalz)
Landeskrankenhaus ist ein Träger für Dienstleistungen im Gesundheitswesen und Sozialwesen in Rheinland-Pfalz. Er ist eine Anstalt des öffentlichen Rechts. Sein Sitz ist Andernach.
Zum Unternehmen zählen:
- Rheinhessen-Fachklinik Alzey
- Psychiatrische und heilpädagogische Heime Alzey
- Rheinhessen-Fachklinik Mainz
- Rhein-Mosel-Fachklinik Andernach
- Psychiatrische und heilpädagogische Heime Andernach
- Klinik Nette-Gut für Forensische Psychiatrie
- Geriatrische Fachklinik Rheinhessen-Nahe
- Gesundheitszentrum Glantal
- Klinik Viktoriastift
- Rhein-Mosel-Akademie
- conMedico Medizinisches Versorgungszentrum

An 17 Standorten sind etwa 3700 Mitarbeiter tätig.